# هيئة أركان التسليح (ألمانيا النازية)
هيئة أركان التسليح (بالألمانية: Rüstungsstab) هي فرقة عمل حكومية ألمانية نازية كان هدفها زيادة إنتاج المعدات العسكرية والذخيرة خلال السنة الأخيرة من الحرب العالمية الثانية. تم تأسيسها في أغسطس 1944 على أساس Jägerstab، وضمت أفرادًا من الحكومة وقوات الأمن الخاصة، بالإضافة إلى ممثلين لمصنعي الأسلحة.
لعبت Jägerstab دورًا رئيسيًا في استغلال عمالة العبيد لصالح الصناعة الألمانية وقواتها المسلحة، الفيرماخت. دعمت فرقة العمل برنامج سلاح الجو الألماني النازي مقاتلة الطوارئ، بما في ذلك تطوير هاينكل هي 162، التي سميت «نفاثة الشعب».

## الخلفية والتكوين
تم إنشاء Jägerstab (Fighter Staff) في 1 مارس 1944 بأمر من ألبرت شبير، وزير التسلح والإنتاج الحربي في مجلس هتلر، بدعم من إرهارد ميلش من وزارة الطيران الرايخ. كان هدفها زيادة إنتاج الطائرات المقاتلة لمواجهة حملة الحلفاء للقصف الاستراتيجي. لعب شبير وميلش دورًا رئيسيًا في توجيه أنشطة الوكالة، ومع ذلك، فقد تم إدارة العمليات اليومية من قبل رئيس الأركان كارل سور، رئيس المكتب الفني في وزارة التسلح. 

### اقتباسات
1. ↑  Boog et al 2006.